# ویلسون خاویر دی مندز جونیور
ویلسون خاویر دی مندز جونیور (به پرتغالی: Vilson Xavier de Menezes Júnior) هافبک، مدافع اهل برزیل است که در شهر São Gonçalo و در تاریخ ۳ آوریل ۱۹۸۹ به دنیا آمده‌است.
ویلسون خاویر دی مندز جونیور در تیم‌های فوتبال واسکو دوگاما سابقهٔ حضور دارد.